# Société internationale Saint-Paul
La Société internationale Saint-Paul (en allemand Internationale Paulusgesellschaft ou IGP) a été fondée en 1955 par des intellectuels et théologiens catholiques allemands comme "une association pour la rencontre du christianisme, des religions, de la science et de la société" afin de promouvoir le dialogue entre marxistes et chrétiens et le dialogue entre les susnommés et la science. Le nom de l’association fait référence à un passage de l’épître de Paul aux Galates : "C'est pour la liberté que Christ nous a affranchis." (Galates 5, verset 1).

## Activités et fonctionnement
Depuis 2001, l’IGP édite une publication, les "cahiers de la Société internationale de Saint-Paul" (Schriften der Internationalen Paulusgesellschaft). De plus elle décerne un prix culturel pour les recherches scientifiques et sociales qui favorisent la rencontre des religions et participent au progrès de la théologie chrétienne. Ce prix doit distinguer particulièrement les travaux qui contribuent à la désidéologisation des systèmes religieux, à l’humanisation de la société ainsi qu’au dialogue entre les différents groupes sociaux et religieux sur des bases scientifiques. 
Les liens créés par l'IPG pendant la guerre froide entre l'Europe de l’est dominée par le communisme totalitaire et l'Europe de l’ouest régie par le système démocratique et économiquement libéral ont apporté une contribution au Printemps de Prague.

## Membres célèbres
- Erich Kellner, fondateur
- Karl Rahner, théologien catholique
- Hans Schaefer, médecin
- Gotthold Hasenhüttl, théologien catholique (president depuis 1989)
- Johann Baptist Metz, théologien catholique

## Publications
- R. Garaudy; J. B. Metz; K. Rahner: Der Dialog oder ändert sich das Verhältnis zwischen Katholizismus und Marxismus ("Le dialogue, ou la relation entre catholicisme et marxisme est-elle en train de changer ?"), Reinbek 1966 (rororo 944)
- Marxistische und christliche Theologen. - Erstdruck in: Marxistische und christliche Theologen. Stichwortprotokoll vom Gespräch der Paulusgesellschaft am Herrenchiemsee ("Marxistes et théologiens chrétiens. Compte-rendu des entretiens de la Société internationale Saint-Paul au bord du lac Herrenchiem"), In: Neues Forum 13 (1966), S. 329-332.
- Christentum als Religion der absoluten Zukunft ("Le christianisme, religion du futur absolu") in: Christliche und marxistische Zukunft ("Avenir chrétien et marxiste"), Munich, 1965 (Dokumente der Paulus-Gesellschaft 14: Gespräche um Glauben und Wissen), pages 243-257, et in E. Kellner (Hrsg.): Christentum und Marxismus - heute ("Christianisme et marxisme - aujourd'hui"), Vienne, 1966 (Gespräche der Paulus-Gesellschaft 2), pages 202-213
- Ein Gespräch um Wissenschaft und Theologie. - Erstdruck in: Der Mensch zwischen Glauben und Wissen. Ein Gespräch um Wissenschaft und Theologie ("Une conversation autour de la science et de la théologie. Première édition in : L'Homme entre croire et savoir, une conversation autour de la science et de la théologie"), Munich, 1962 (Dokumente der Paulus-Gesellschaft 2: Gespräche um Glauben und Wissen), S. 32-5
- Der Mensch. Geist und Materie ("L'Homme. Esprit et matière"), Munich,1965 (Dokumente der Paulus-Gesellschaft 12: Gespräche um Glauben und Wissen), pages 54-67

## Source
- (de) Cet article est partiellement ou en totalité issu de l’article de Wikipédia en allemand intitulé « Internationale Paulusgesellschaft » (voir la liste des auteurs).